# Lycocerus guerryi
Lycocerus guerryi es una especie de coleóptero de la familia Cantharidae. La especie fue descrita científicamente por Maurice Pic en 1906.

## Subespecies
Inicialmente, Pic describió dos subespecies: Lycocerus guerryi guerryi (1906) y Lycocerus guerryi atroapicipennis (1914). Sin embargo, en 2007 Yûichi Okushima propuso que Lycocerus guerryi atroapicipennis sea reclasificado en el subgénero Isathemus.